# 孫毓芹
孫毓芹（1915年7月19日—1990年4月14日），臺灣古琴音樂家及教育家，籍貫河北豐潤。
1939年起向天津田疇（壽農）先生學習古琴，1948年隨國民政府遷台。1959年與南懷瑾交遊，並學習佛法，爾後經由他的引薦，再拜渡海老琴家章志蓀習琴。
1970年後開始從事古琴教學，1971年起開始在國立臺灣藝術專科學校、文化大學、國立藝術學院教授古琴。1985年獲頒第一屆中國民族藝術薪傳獎，1989年獲第一屆民族藝師獎，是當時臺灣少數的古琴教育者之一。
1990年4月14日，病逝於臺北，享壽75歲。

## 門生
- 陳美利[1]
- 莊秀珍
- 孫于涵
- 黃永明
- 陳雯
- 陳國燈
- 廖秋燕
- 唐世璋

梅庵派琴家吳宗漢離臺之後，門下弟子亦曾入門下習琴：
- 唐健垣
- 葉紹國
- 李楓

古琴製作（斲琴）門生：
- 葉世強
- 唐健垣
- 林立正
- 陳國興

## 出版物
- 「孫毓芹的古琴世界」，1992，文建會。[4]
- 「民族藝師孫毓芹先生紀念專輯」，1991，水晶唱片公司。
- 「孫毓芹先生古琴遺音逸輯」，2004，晨曦文化。

## 著作
- 《縵餘隨筆》，1986年，台北，老古文化事業公司

## 外部連結
- 臺灣音樂群像 孫毓芹 （页面存档备份，存于）